# Betun (Indonesië)
Stad Betun is een plaats in het regentschap Malaka op West-Timor, provincie Oost-Nusa Tenggara, Indonesië.

## Geografie
Stad Betun is de hoofdstad van het regentschap Malaka, en is tevens het bestuurscentrum van het district Malaka Tengah.

## Demografie
Naast Atambua en Kefamenanu was Betun ook een van de opvangcentra voor vluchtelingen uit Oost-Timor, tijdens het conflict tussen Indonesië en Oost-Timor in 1999-2006.

## Geschiedenis
Op 14 december 2012 werden de regentschappen Malaka en Belu weer gescheiden en werd Malaka opnieuw een zelfstandig indonesisch regentschap. Een onderdeel van het besluit was het aanwijzen van Betun als hoofdstad van het regentschap Malaka.

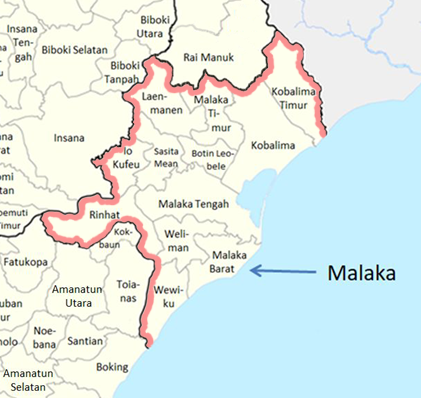
Regentschap Malaka met zijn districten.
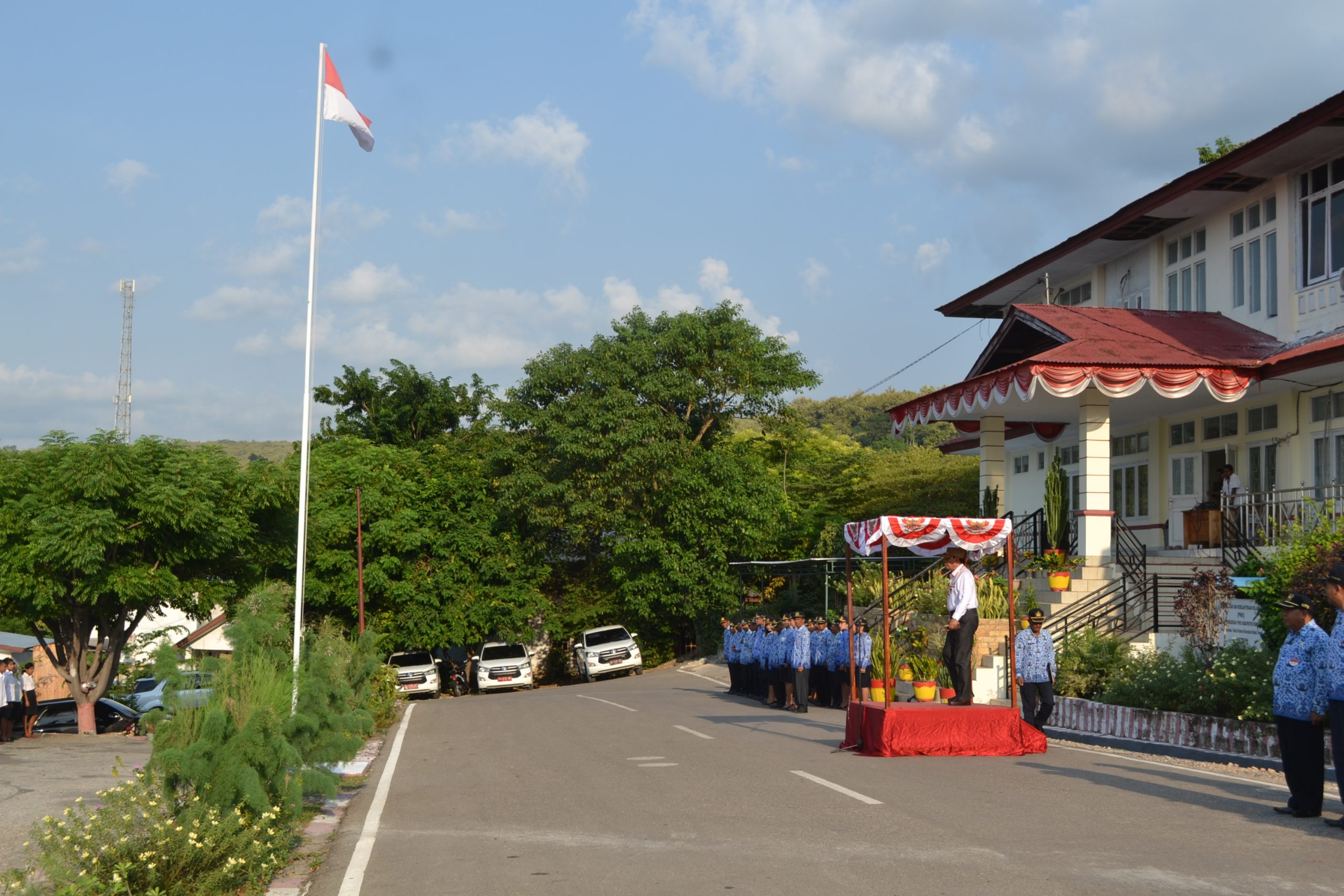
Bestuursgebouw van het regentschap Malaka in Betun.